# Mark Licinij Kras
Mark Licinij Kras (latinsko Marcus Licinius Crassus), rimski politik in vojskovodja, * okoli 115 pr. n. št. † 53 pr. n. št.
Kras je takrat kot častnik rimske vojske med državljansko vojno (83–82 pr. n. št.) podpiral Sulo. Med preganjanjem političnih nasprotnikov si je v naslednjih letih nagrabil veliko bogastvo (odtod vzdevek Dives ali bogataš). Leta 73 pr. n. št. je postal pretor. Zatrl je Spartakov upor (72–71 pr. n. št.) Po tem je dal ob Apijevi cesti križati 6000 ujetnikov. 70 pr. n. št. je skupaj z Gnejem Pompejem postal konzul. Spet je uvedel tribunat. V sporu s Pompejem je sklenil zavezništvo z Katilino. S svojim bogastvom je v Rimu zbiral politične zaveznike. Leta 65 pr. n. št. je postal cenzor, 60. pr. n. št. je skupaj z Julijem Cezarjem in Gnejem Pompejem sklenil prvi triumvirat. Po štirih letih rivalstva sta se 56 pr. n. št. s Pompejem spravila in naslednje leto spet postala konzula. Leta 53 pr. n. št. je kot prokonzul padel v bitki pri Kari proti Partom v Siriji.